# 重修南宫县学碑
重修南宫县学碑，位于中国河北省邢台市南宫市，为邢台市南宫市的一个省级文物保护单位，类型为石刻，公布时间为1982年7月23日。
重修南宫县学碑的历史年代为清代。